# Dyckia floribunda
Espèce
Classification APG II (2003)
Dyckia floribunda est une espèce de plantes de la famille des Bromeliaceae, endémique d'Argentine.